# Ongulumbashe (Gedenkdort)
Der Ongulumbashe ist ein historisches Schlachtfeld in der Region Omusati im Norden Namibias in der Ansiedlung Omugulugwombashe. Es ist seit dem 15. August 2004 ein Nationaldenkmal. Es gedenkt dem Angriff auf die People’s Liberation Army of Namibia (PLAN) als militärischer Zweig der SWAPO während des namibischen Befreiungskampfes am 26. August 1966 durch die südafrikanische Armee. Dieser gilt als Ausgangspunkt des Unabhängigkeitskrieges.
Das erste Denkmal an dem Ort wurde 2009 errichtet. Die Pyramide aus Marmor trägt die Inschrift „Unabhängigkeit vom Kolonialismus war unser Ziel“.
Am 26. August 2013 wurde zu Ehren des namibischen Gründungspräsidenten Sam Nujoma und zum Gedenken an den Angriff aus dem Jahr 1966 eine Statue von Sam Nujoma, errichtet durch das nordkoreanische Unternehmen Mansudae Overseas Projects, enthüllt. Die Statue kostete 284.200 Namibia-Dollar. Ein weiteres Denkmal, ebenfalls von Mansudae hergestellt, wurde im Mai 2014 enthüllt.
Im Westen des etwa zwei Hektar großen Gebietes befindet sich noch ein Bunker, eine Wasserstelle im Nordosten und eine Krankenstation im Südosten.